# Somano
Somano (Soman in piemontese) è un comune italiano di 316 abitanti della provincia di Cuneo in Piemonte.

## Storia

### Simboli
Il comune utilizza come proprio emblema uno stemma d'argento, alla punta alzata di rosso, sormontata da una S maiuscola di nero.

## Società

### Evoluzione demografica
Negli ultimi cento anni, a partire dal 1921, la popolazione residente è diminuita di più di due terzi.
Abitanti censiti

## Amministrazione
Di seguito è presentata una tabella relativa alle amministrazioni che si sono succedute in questo comune.
| Periodo        | Periodo        | Primo cittadino   | Partito                                 | Carica  | Note  |
| -------------- | -------------- | ----------------- | --------------------------------------- | ------- | ----- |
| 17 giugno 1985 | 27 aprile 1989 | Marcello Paolazzo | Partito Socialista Democratico Italiano | Sindaco | [ 6 ] |
| 27 aprile 1989 | 28 maggio 1990 | Giuseppe Rolfo    | Partito Socialista Democratico Italiano | Sindaco | [ 6 ] |
| 28 maggio 1990 | 24 aprile 1995 | Franco Drocco     | -                                       | Sindaco | [ 6 ] |
| 24 aprile 1995 | 14 giugno 1999 | Franco Drocco     | -                                       | Sindaco | [ 6 ] |
| 14 giugno 1999 | 14 giugno 2004 | Franco Drocco     | -                                       | Sindaco | [ 6 ] |
| 14 giugno 2004 | 8 giugno 2009  | Claudio Paolazzo  | lista civica                            | Sindaco | [ 6 ] |
| 8 giugno 2009  | 26 maggio 2014 | Franco Drocco     | lista civica                            | Sindaco | [ 6 ] |
| 13 giugno 2014 | in carica      | Claudio Paolazzo  | lista civica: campanile con spighe      | Sindaco | [ 6 ] |

### Altre informazioni amministrative
Il comune faceva parte della comunità montana Alta Langa e Langa delle Valli Bormida e Uzzone.